# Buntownicy i lojaliści
Buntownicy i lojaliści – drugi album studyjny polskiego rapera Greena. Wydawnictwo ukazało się 19 kwietnia 2013 roku nakładem wytwórni muzycznej Aloha Entertainment w kooperacji z oficyną Step Records. Album został wyprodukowany przez O.S.T.R.-a i Quiza. Wśród gości na płycie znaleźli się m.in. Hades i W.E.N.A.
Nagrania dotarły do 22. miejsca zestawienia OLiS. 

## Lista utworów
Opracowano na podstawie materiału źródłowego.
1. "Intro buntownicy" (produkcja: O.S.T.R.)
2. "Dorośli" (produkcja: O.S.T.R., scratche: DJ Grubaz)
3. "Ekran" (gościnnie: Hades, O.S.T.R., produkcja: O.S.T.R.)
4. "Realiści" (produkcja: O.S.T.R.)
5. "Więcej niż nic" (produkcja: O.S.T.R., scratche: DJ Grubaz)
6. "Się gapisz" (produkcja: Quiz)
7. "Bikiniarze (Skit)" (produkcja: O.S.T.R.)
8. "Wiesz gdzie mnie szukać" (gościnnie: Gres, produkcja: O.S.T.R.)
9. "Interlude lojaliści" (produkcja: O.S.T.R., scratche: DJ Mixair)
10. "Dziękuj" (produkcja: O.S.T.R.)
11. "Jestem z tych" (produkcja: Quiz, scratche: DJ Kebs)
12. "Spekulanci (Skit)" (produkcja: O.S.T.R.)
13. "Pierwszy szereg" (produkcja: O.S.T.R.)
14. "Wiecznie live" (gościnnie: W.E.N.A., produkcja: O.S.T.R.)
15. "Materialiści (Skit)" (produkcja: O.S.T.R.)
16. "Tam gdzie ja" (produkcja: O.S.T.R., scratche: DJ Grubaz)
17. "Outro" (produkcja: O.S.T.R., scratche: DJ Mixair)